# Poljance
Poljance (albanska: Polac, serbiska: Пољанце, Veljić Mahala) är en ort i Kosovo. Den ligger i den norra delen av landet, 29 km väster om huvudstaden Priština. Poljance ligger 662 meter över havet och antalet invånare är 2 827.
Terrängen runt Poljance är platt åt sydost, men åt nordväst är den kuperad. Runt Poljance är det ganska tätbefolkat, med 222 invånare per kvadratkilometer. Närmaste större samhälle är Glogovac, 13,4 km söder om Poljance. Trakten runt Poljance består till största delen av jordbruksmark.